# Baptistenkapelle Jennelt

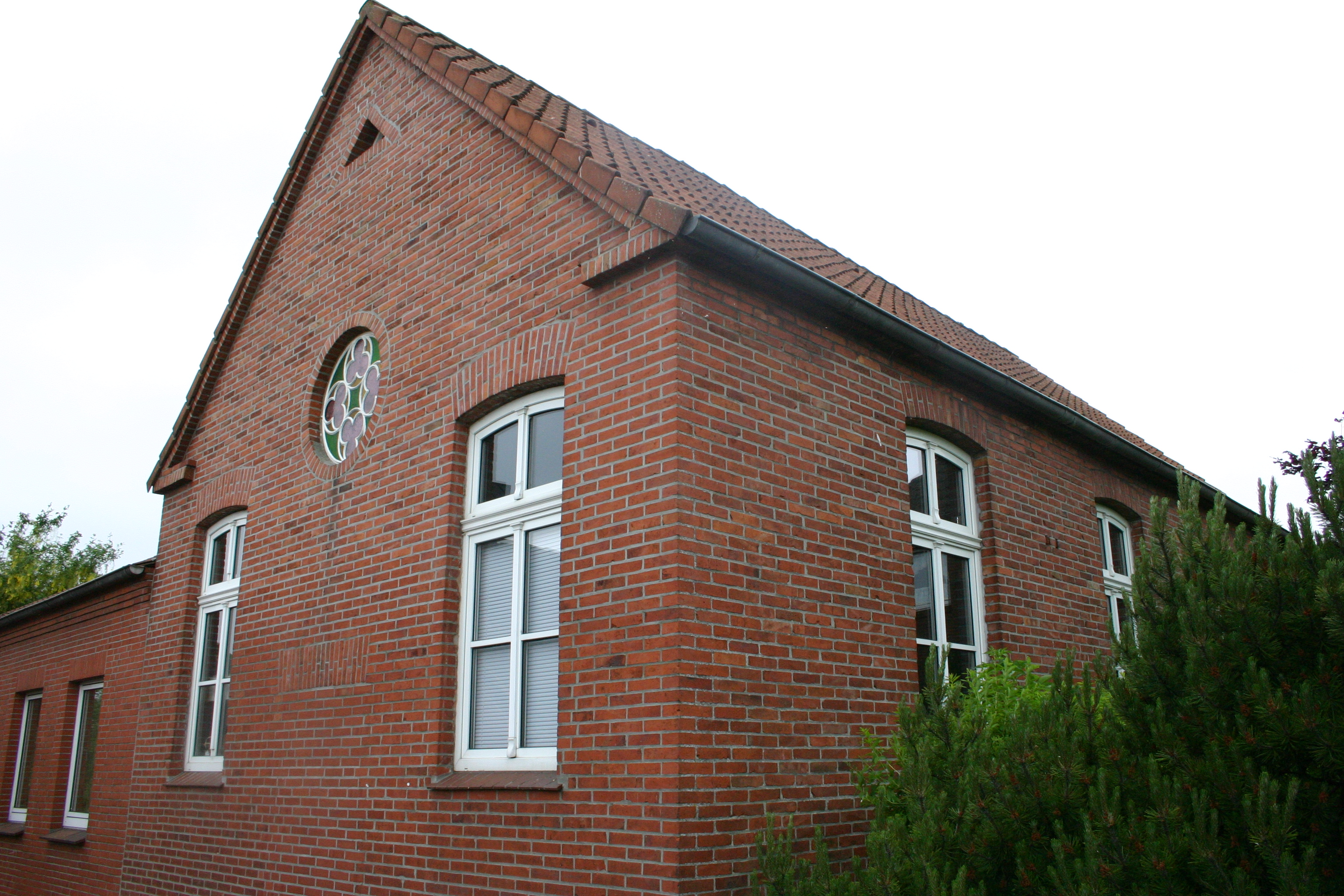
Baptistenkapelle in Jennelt

Die Evangelisch-Freikirchliche Baptistenkapelle Jennelt steht im gleichnamigen Ortsteil der ostfriesischen Gemeinde Krummhörn. Sie wurde um 1900 als Umbau eines ehemaligen Pferdestalls errichtet.

## Geschichte
Die Anfänge der Baptistengemeinde in Jennelt gehen auf die missionarische Tätigkeit von Baptisten aus Ihren zurück, die als Muttergemeinde aller älteren ostfriesischen Baptistengemeinden gilt. In Hamswehrum wurde 1865 eine Filialgemeinde von Ihren aus gegründet, die dort für zehn Jahre ein Versammlungshaus hatte, das später wieder verkauft wurde. 1875 verlegten die Krummhörner Baptisten ihre Gemeindearbeit nach Jennelt. Das große Einzugsgebiet umfasste die Krummhörn, Emden und das Brokmerland. Die Jennelter Gemeinde wurde ihrerseits zum Ausgangspunkt für Gemeindegründungen in Emden, Norden und Moorhusen.
Die Gemeinde hat derzeit keinen hauptamtlichen Pastoren. Im Jahr 2010 wurden die sonntäglichen Gottesdienste von 40 bis 50 Personen besucht. Die Baptistengemeinde Jennelt gehört zum Evangelisch-Freikirchlichen Landesverband Baptisten im Nordwesten und innerhalb des Landesverbandes zur regionalen Arbeitsgemeinschaft Ems-Jade-Mission.

## Baubeschreibung
Um 1900 bauten die Jennelter Baptisten einen früheren Pferdestall um und weihten ihn als Gotteshaus ein. Ein erster Umbau wurde 1928 durchgeführt. Die ehemalige Vorderfront zur Straßenseite, in der sich früher auch der Haupteingang befand, sowie ein Anbau stammen aus den 1970er Jahren. Im November 2012 wurde ein weiterer Um- und Ausbau des Gotteshauses nach einer 16-monatigen Bauzeit seiner Bestimmung übergeben.
Das Eingangsportal befindet sich heute im Anbau, in dem sich neben dem Foyer mit Büchertisch und Garderobe die Küche und drei Gruppenräume befinden. Zwei der Räumlichkeiten werden auch zum sonntäglichen Kirchentee genutzt. Vom Vorraum aus geht es auch zu den Sanitäranlagen.
Zum Gottesdienstraum gelangt man durch eine weitere Tür. Der alte Kapellenraum beherbergt heute das liturgische Zentrum. Abendmahlstisch und Kanzel haben vor der ehemaligen Längswand ihren Platz gefunden. Die bunte Glasfensterrosette an der Stirnwand blieb erhalten. Das Baptisterium ist in den Boden eingelassen und wird nur bei Taufgottesdiensten geöffnet. Eine freistehende Mauer mit einem eingelassenen Kreuz dient als Projektionsfläche für den regelmäßig im Gottesdienst eingesetzten Beamer. Unter der kleinen Empore, die an der ehemaligen Rückwand der Kapelle angebracht ist, hat die Musikgruppe der Gemeinde, die den Gemeindegesang begleitet, ihren Platz. Ebenfalls unter der Empore befindet sich ein Technikpult, von dem aus die Beschallung des Gottesdienstraumes und der Beamer gesteuert werden.
Auf der Empore steht die Orgel. Das Instrument wurde 1952 von Eberhard Friedrich Walcker mit vier Registern auf einem Manual ohne Pedal gebaut und von der Gemeinde gebraucht erworben. Eine in die Stirnwand eingelassene Tür führt in weitere Gruppenräume, die unter anderem der Sonntagsschule, Jungschar und Jugendgruppe der Gemeinde als Domizil dienen.
Der Gottesdienstraum ist bestuhlt und bietet ca. 80 Gottesdienstteilnehmern Platz.